# Gomphocarpus stenophyllus
Gomphocarpus stenophyllus är en oleanderväxtart som beskrevs av Oliver. Gomphocarpus stenophyllus ingår i släktet Gomphocarpus och familjen oleanderväxter. Inga underarter finns listade i Catalogue of Life.